# Hopftaube
Die Hopftaube (Gallicolumba tristigmata) ist eine Art der Taubenvögel. Sie wird auch Celebes-Erdtaube bzw. Celebes-Gelbbrust-Erdtaube (nicht zu verwechseln mit der Gelbbrust-Erdtaube, Gallicolumba rufigula) genannt.

## Erscheinungsbild
Die Hopftaube gilt als die größte aller Indopazifischen Erdtauben. Sie erreicht eine Körperlänge von 35 Zentimetern. Sie ist deutlich größer als eine Stadttaube, von der Gestalt jedoch etwas gedrungener und hochbeiniger. Der Geschlechtsdimorphismus ist nicht sehr stark ausgeprägt. Die Weibchen haben lediglich eine etwas mattere Färbung.
Die Hopftaube hat einen grauen Kopf, von dem sich die gelbe Stirn auffallend abhebt. Die Kehle ist hellgrau. Der hintere Hals sowie der Mantel und der Rücken sind olivbraun. Im Nacken befindet sich ein breites violettrötliches Band. Die Brust sowie die Halsseiten sind grau und glänzen grüngolden. Die Unterbrust ist gelb bis orange überhaucht. Der Bauch ist hellbraun. Der Schnabel ist dunkelgrau. Die Iris ist dunkelbraun. Die Füße sind rötlich.
Der Standortruf der Hopftaube ist ein wiederholtes, nasales u-k-u-k-u-ku-k-u-k-u.

## Verbreitung und Verhalten
Die Hopftaube kommt in zwei Unterarten ausschließlich auf Sulawesi vor. Ihr Lebensraum scheinen ausschließlich Primärwälder zu sein. Ihre Höhenverbreitung auf Sulawesi reicht vom Tiefland bis in Höhenlagen von 1900 Meter über NN. Sie ist eine nicht sehr häufige Art. Wird sie aufgescheucht, fliegt sie nicht sehr weit, sondern lässt sich sehr schnell wieder auf dem Boden nieder und sucht laufend Dickicht als Deckung auf. Ihre Lebensweise ist vollständig bodengebunden. Ihr Nahrungsspektrum umfasst Sämereien und auf dem Boden liegende Früchte. Da sie zu bestimmten Jahreszeiten lokal häufiger vorkommt, scheint es sich bei der Hopftaube um eine nomadisch umherziehende Taube zu handeln. Die Fortpflanzungsbiologie dieser Art ist weitgehend unerforscht. Erkenntnisse wurden überwiegend an in Gefangenschaft gezüchteten Hopftauben gesammelt. Das Männchen verfolgt das Weibchen sehr stark, hält dann nach vollem Lauf plötzlich inne und präsentiert sich auf dem Boden kauernd dem Weibchen. Dabei ruft es ein raues t-r-r-r-r. Weibchen signalisieren ihre Paarungsbereitschaft, indem sie mit dem Männchen schnäbeln und dieses zur Futterübergabe animieren. Dies leitet unmittelbar zur Begattung über.

## Haltung in menschlicher Obhut
Die Art wird nur sehr selten importiert. Die erste deutsche Nachzucht gelang 1983 dem auf Wildtaubenhaltung spezialisierten Alois Münster.

## Belege